# Ahraura
Ahraura è una suddivisione dell'India, classificata come municipal board, di 23.142 abitanti, situata nel distretto di Mirzapur, nello stato federato dell'Uttar Pradesh. In base al numero di abitanti la città rientra nella classe III (da 20.000 a 49.999 persone).

## Geografia fisica
La città è situata a 25° 1' 0 N e 83° 1' 0 E e ha un'altitudine di 86 m s.l.m..

## Società

### Evoluzione demografica
Al censimento del 2001 la popolazione di Ahraura assommava a 23.142 persone, delle quali 12.073 maschi e 11.069 femmine. I bambini di età inferiore o uguale ai sei anni assommavano a 4.185, dei quali 2.119 maschi e 2.066 femmine. Infine, coloro che erano in grado di saper almeno leggere e scrivere erano 12.020, dei quali 7.591 maschi e 4.429 femmine.